# Eustrotia papuensis
Eustrotia papuensis là một loài bướm đêm trong họ Noctuidae.